# Бразильський крузейро (1990–1993)
Крузейро (порт. cruzeiro) був валютою Бразилії з 1990 по 1993 рік . Це була третя ітерація бразильської валюти під назвою «крузейро», яка замінила за номіналом новий крузадо. Використовувався до 1993 року, коли був замінений на крузейро реал за курсом 1 крузейро реал = 1000 крузейро.

## Історія
Наприкінці 1989 та на початку 1990 року інфляція досягла дуже великих масштабів. Погіршення стану національної валюти спричинило те, що більша частина наявних ресурсів була спрямована на фінансові спекуляції. У намаганні зменшити інфляцію новообраний президент Фернанду Коллор звернувся до президента Жозе Сарні. В результаті цього контакту наприкінці каденції президента Коллора було ухвалено рішення про банківські канікули з 12 по 15 березня, при яких 80% коштів, розміщених на рахунках, за винятком тих, які мали на рахунках максимум 50 000 новий крузадо, були конфісковані і заморожені на 18 місяців. Валюту, що перебувала в обігу, перейменовано на крузейро, і цей економічний шок спричинив рецесію в країні. Протягом цього періоду старі банкноти крузейро (вартістю до 10 сентаво новий крузадо) були вилучені, і банкноти крузадо, які все ще були в обігу, почали вилучатися, і цей процес тривав до кінця 1990 року.
Незважаючи на зниження інфляції порівняно з початком 1990-х років, План Колора не був успішним у зниженні інфляції до прийнятного рівня. Навіть після шоків Плану Колора I у 1990 році та наступного Плану Колора II у 1991 році інфляція залишалася на високому рівні, і політична нестабільність ускладнювала економічну стабілізацію. Ця стабілізація стала можливою лише з введенням Плану Реал у 1994 році.

## Монети
Монети номіналом 1, 5, 10 і 50 сентаво, які були випущені в 1989 році для використання зі старою валютою, залишалися в обігу і після введення крузейро. У 1990 році були введені нові монети номіналом 1, 5, 10 і 50 крузейро, виготовлені з нержавіючої сталі, і вони доповнили монетну серію, яка була започаткована в 1989 році. За винятком монети номіналом 1 крузейро, яка була випущена лише у 1990 році, інші монети цієї серії випускалися до 1992 року.
| Реверс | Аверс | Номінал | Період карбування | Опис аверсу                                          |
| ------ | ----- | ------- | ----------------- | ---------------------------------------------------- |
|        |       | Cr $1   | 1990 рік          | Зображує частину ромба з прапора Бразилії            |
|        |       | Cr$5    | 1990–1992 роки    | Зображує робітника солевипарника                     |
|        |       | Cr$10   | 1990–1992 роки    | Зображує резиноріз і фабричний завод                 |
|        |       | Cr$50   | 1990–1992 роки    | Зображує жінку, яка продає товари на вуличному ринку |

У 1992 році, під час проведення саміту Землі у Ріо-де-Жанейро, була запущена нова серія монет. Першими випустили монети номіналом 100 та 500 крузейро, до яких приєдналася монета номіналом 1000 крузейро, введена в обіг наприкінці того ж року. Ці монети використовувалися до 1993 року, коли було введено в обіг крузейро реал.
| Реверс | Аверс | Номінал | Період карбування | Опис аверсу                                                                      |
| ------ | ----- | ------- | ----------------- | -------------------------------------------------------------------------------- |
|        |       | Cr$100  | 1992–1993 роки    | Зображує ламантина та його португальську назву в написі "Peixe-boi"              |
|        |       | Cr$500  | 1992–1993 роки    | Зображує морську черепаху та її португальську назву в написі «Tartaruga Marinha» |
|        |       | Cr$1000 | 1992–1993 роки    | Зображує риб-ангелів і їх португальську назву в літері "Acará"                   |

Крузейро мав лише одну ювілейну монету, присвячену 200-річчю від дня смерті Тирадентіса (1792-1992).
| Обігові пам'ятні монети Крузейро (1990–1993) | Обігові пам'ятні монети Крузейро (1990–1993) | Обігові пам'ятні монети Крузейро (1990–1993) | Обігові пам'ятні монети Крузейро (1990–1993) | Обігові пам'ятні монети Крузейро (1990–1993)                                                         |
| Реверс                                       | Аверс                                        | Номінал                                      | Період карбування                            | Опис                                                                                                 |
| -------------------------------------------- | -------------------------------------------- | -------------------------------------------- | -------------------------------------------- | --- |
|                                              |                                              | Cr$5000                                      | 1992 рік                                     | Зображує бюст Тірадентиса та написи «Liberdade» (Свобода), «Cidadania» (Громадянство) і «Tiradentes» |

Крім того, крузейро також мав дві окремі срібні пам'ятні монети, що не перебували в обігу.

## Банкноти

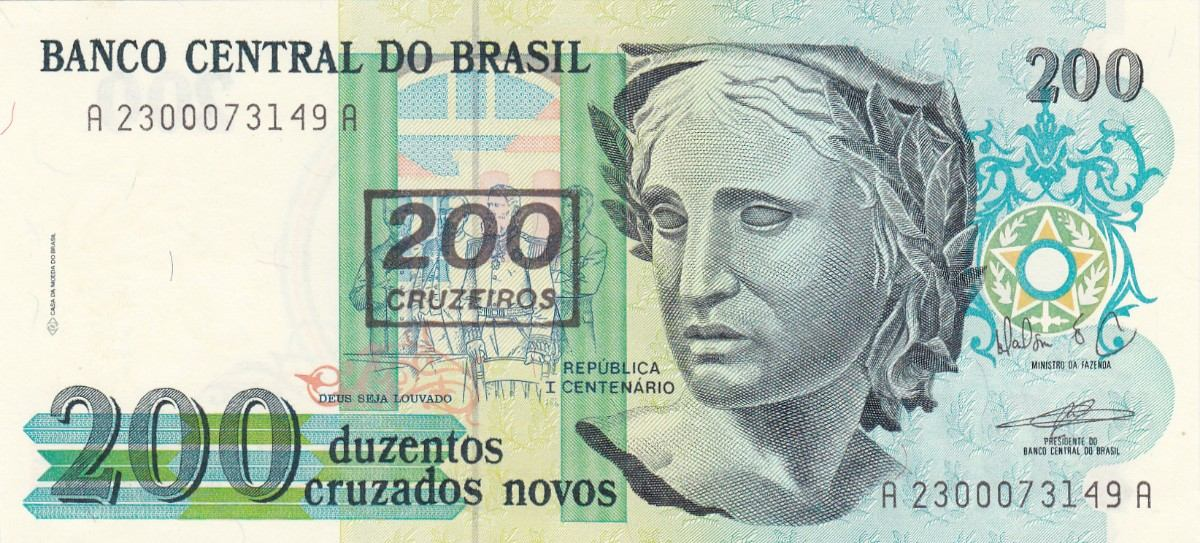
Банкнота номіналом NCz$200 з наддруком «Cr$200».

Перші банкноти були наддрукованими на банкнотах новий крузадо номіналом 50, 100, 200 і 500 крузейро, а також надзвичайна банкнота номіналом 5000 крузейро.
У 1990 році були введені регулярні банкноти номіналом 100, 200, 500, 1000 і 5000 крузейро, а потім 10 000 і 50 000 крузейро в 1991 році, 100 000 крузейро в 1992 році і 500 000 крузейро в 1993 році. У 1992 році банкноти номіналом 50 і 100 крузейро були вилучені з обігу, а банкноти вищого номіналу були вилучені в 1994 році, хоча після кінця 1993 року банкноти номіналом до 1000 крузейро практично не використовувалися.